# 世界大學網路排名
世界大學網路排名（英語：Webometrics Rankings of World Universities；WRWU），又稱世界大學網站排名，由西班牙教育部高等學術研究委員會主持，為現行全球眾多針對大學教育的綜合評鑑之一。2004年，由附屬於西班牙國家研究委員會（the Spanish National Research Council）科學資訊暨資料中心（Centre for Scientific Information and Documentation）之網路實驗室（Laboratorio de Internet）評比各国大學的網路學術研究資料表現。
WRWU排名的宗旨是敦促「全球的大學與研究中心能展現其對電子期刊、科學研究成果與研究活動之國際化的學術責任」，重點乃將全球大學的資料庫和Google、Google scholar、Yahoo、Live Search、Exalead及Alexa等重要網路搜尋引擎及學術資料數位化以後的引用次數，納入網路大學排名要項之列；故得以根據資料引用和對照的總合，於每年一月與七月更新一次。
WRWU針對全球超过一万所高等教育機構進行排名和評鑑，此外也發展出針對世界各国商學院網站之相關排名。

## 評量標準
1. 規模（size）：統計四大網站搜尋器Google, Yahoo, Live Search與Exalead所搜尋各大學網頁的頁數。
2. 能見度（visibility）：統計三大網站搜尋器Yahoo, Live Search與Exalead之各大學網頁對內外被連結數、次網域數目及被瀏覽數目。
3. 學術檔案（rich files）：以Google搜尋引擎搜尋不同的檔案類型，包含Adobe Acrobat (pdf), Adobe PostScript (ps), Microsoft Word (doc)與Microsoft Powerpoint（ppt）等形式檔案之學術出版品數目，計算其總數量。
4. 學術論文（scholar）：由Google Scholar網站所搜尋到之學術文章、報告與相關其他學術研究等之數目。

## 沿革

### 值得注意的優點
排行榜其中的學術研究表現 EXCELLENCE Rank 採用各校的論文引用率來排行，除理工科學外，人文社會藝術論文也包括在內，由電腦自動計算，不含人為評論，仍有參考性。

### 有待改善的要項
此排名的參考價值令人質疑，部份學校甚至召開相關研討會說明如何衝高排名，與透過重複架設主機、資料，以增進排名。對於學術研究上之評比此類標準無法被採用，因為數量不等同於質量。
評比項目大多偏向於學校網頁之檔案數目、曝光度及大小，並不能準確的判斷出本身品質的好壞，而且在此評比條件下也可能產生不少弊端。
針對資訊管理規模較佳的學校更顯得此項排名的無意義，透過精準的權限管控讓資料取得程序可以被控管與記錄，而並非在網路上直接放置取用，此類作法並無法反應其學術質量，而檔案高度開放的機構則被認為學術質量較佳。由於部分學術質量更好的機構存在內部學術檔案的內容加密管制，這類評比標準便喪失其準確性，因此，「開放檔案數等於機構規模」這種評判標準值得商榷。
該機構推出的演算法已經好幾年有餘，至目前為止以結果論的觀點來看，仍可以讓一間學校在一兩年間排名劇烈震盪，使得排名的精準度遭到懷疑，而該機構的歷年數據即可證明此類十分巨大的出入。

## 外部連結
- 官方網站